# Lernbüro
Ein Lernbüro ist eine didaktische Organisationsform für selbstorganisiertes Lernen. Der Unterricht ist nicht lehrerzentriert, sondern der Lehrer betreut das Lernen der Schüler. Das Lernbüro bzw. die Schule stellt die Lernmittel und die zu erlernenden Themen bereit. Die Schüler bestimmen die Lerngeschwindigkeit, Intensität und den Schwierigkeitsgrad der Aufgaben in vorgegebenen Grenzen individuell. Hausübung gibt es nach Ermessen des Schülers, wenn die Zeit in der Schule zum Beispiel nicht ausreicht – dies entscheiden die Schüler. Der Lehrer steht für Fragen zur Verfügung, fungiert als Coach, Mentor oder Projektleiter, der von seinen Schülern die Ergebnisse einfordert und als Coach in die richtige Richtung lenkt.

## Vorteile
- Erziehung der Schüler zur Selbständigkeit
- Die Lehrer haben mehr Flexibilität, sich um einzelne Schüler zu kümmern.

## Beispiele
Einige Schulen haben das System des Lernbüros schon implementiert:
- Technologisches Gewerbemuseum (TGM) Höhere Technische Bundeslehr- u Versuchsanstalt
- Heinz-Brandt-Schule Berlin-Weißensee
- Evangelische Schule Berlin Zentrum
- Theo-Hespers-Gesamtschule Mönchengladbach[4]